# Arve Furset
Arve Furset (* 5. Dezember 1964 in Sunnfjord) ist ein norwegischer Jazzpianist, -keyboarder, Komponist und Musikproduzent.

## Leben
Furset studierte von 1983 bis 1985 Musik an der Universität von Trondheim. Bis 1989 war er Mitglied der Bodega Band, 1986–87 Mitglied der Gruppe Saz Semai und 1989–90 gehörte er der Band von Ernst-Wiggo Sandbakk an. Daneben arbeitete er in dieser Zeit regelmäßig mit drei weiteren Gruppen: dem Quintett First Set, mit dem er bei Festivals in Lillehammer, Voss und Molda auftrat, dem Trio Konerne ved Vandposten und der Folkgruppe Orleysa. Ab 1999 tourte er mit Eivind Aarsets Gruppe Électronique Noire. Ende der 1990er Jahre arbeitete er auch mit Popmusikern wie der Gruppe Flava to da bone und mit Lynni Treekrem.
Daneben war Furset Orchesterleiter und Komponist des Trøndelag Theater und beteiligte sich an mehr als dreißig Tourneen des Ensembles. Später arbeitete er beim Centraltheater und dem Nye Theater in Oslo und wirkte als Komponist, Arrangeur und Komponist bei den großen Samstagabend-Shows von NRK1.
Als Musikproduzent arbeitet Furset auf dem Gebiet der Dance Music, des Retropop, der World Music und des Elektropop. Er komponierte und produzierte zwei Titel, die sich beim nationalen Vorentscheid zum Eurovision Song Contest platzieren konnten, sowie den Titel I’m not afraid to go one, mit dem Jostein Hasselgård beim Eurovision Song Contest 2003 den vierten Platz belegte.

## Diskographie
- Orleysa: Orleysa, 1991
- First Set: Going, 1992
- Fair Play: Far to go (mit Norma Winstone), 1992
- Orleysa: Svanshornet, 1993
- Ernst-Wiggo Sandbakk & The Sympathy Orchestra: Sympathetic, 1998
- Électronique Noire: Light Extracts, 2001